# Ариас, Луис Карлос
Луис Карлос Ариас Кардона (англ. Luis Carlos Arias Cardona; род. 13 января 1985 года, Ла-Уньон, Антьокия) — колумбийский футболист, нападающий клуба «Депортиво Пасто» и сборной Колумбии.

## Клубная карьера
Ариас — воспитанник клуба «Депортиво Рионегро». Луис быстро завоевал место в основном составе команды и в сезоне Апертуры 2008, с четырнадцатью мячами стал лучшим бомбардиром второго колумбийского дивизиона. После этого успеха Луис перешёл в «Индепендьенте Медельин». 8 февраля 2009 года в матче против «Депортиво Пасто» он дебютировал в Кубке Мустанга, заменив во втором тайме Хайра Бенитеса. 20 марта в поединке против «Депортиво Перейра» Ариас забил свой первый гол за «Медельин». В своём первом сезоне он помог клубу выиграть чемпионат. Во втором сезоне Луис вместе с Эдисоном Хименесом стал лучшим бомбардиром команды.
В начале 2011 года Ариас на правах аренды перешёл в мексиканскую «Толуку». 23 января в матче против «Чьяпас» он дебютировал в мексиканской Примере, заменив во втором тайме Нестора Кальдерона. Летом того же года Луис вернулся в «Медельин».
В начале 2012 года Ариас перешёл в «Санта-Фе». 5 февраля в матче против «Депортес Толима» он дебютировал за новую команду. 6 августа в поединке против «Депортес Толима» Луис забил свой первый гол за «Санта-Фе». С новой командой Ариас дважды выиграл чемпионат. 18 февраля 2015 года в матче Кубка Либертадорес против мексиканского «Атласа» гол Луиса принёс победу его команде. Летом того же года он вернулся в «Медельин». 24 февраля 2016 года в матче против «Атлетико Уила» Луис забил гол ударом с 35 метров.

## Международная карьера
12 августа 2010 года в товарищеском матче против сборной Боливии Ариас дебютировал за сборную Колумбии.

## Достижения
«Индепендьенте Медельин»
- Чемпионат Колумбии по футболу — Финалисасьон 2009

 «Санта-Фе»
- Чемпионат Колумбии по футболу — Апертура 2012
- Чемпионат Колумбии по футболу — Финалисасьон 2014